# Đơn vị tốc độ truyền dữ liệu
Trong viễn thông, tốc độ truyền dữ liệu là số bit trung bình (bitrate), ký tự hoặc ký hiệu (baudrate) hoặc khối dữ liệu trên mỗi đơn vị thời gian đi qua một liên kết truyền thông trong hệ thống truyền dữ liệu. Đơn vị tốc độ dữ liệu phổ biến là bội số bit trên giây (bit / s) và byte mỗi giây (B/s). Ví dụ, tốc độ dữ liệu của các kết nối Internet tốc độ cao dân cư hiện đại thường được biểu thị bằng megabit trên giây (Mbit/s).

## Megabit trên giây
Megabit trên giây (tiếng Anh: megabit per second; viết tắt là Mbps), là đơn vị đo tốc độ truyền dẫn dữ liệu, tương đương 1.000 kilobit trên giây hay 1.000.000 bit trên giây.
Băng thông của dịch vụ Internet dân dụng thường được đo bằng Mbit/s.
Đa số các ứng dụng video được đo bằng Mbit/s:
- 32 Kbit/s – chất lượng videophone
- 2 Mbit/s – chất lượng VHS
- 8 Mbit/s – chất lượng DVD
- 27 Mbit/s – chất lượng HDTV| Tốc độ bit                          | Tốc độ bit | Tốc độ bit | Tốc độ bit |
| Tên                                 | Kí hiệu    | Bội số     | Bội số     |
| ----------------------------------- | ---------- | ---------- | ---------- |
| bit trên giây                       | bit/s      | 1          | 1          |
| Các tiền tố thập phân (SI)          |            |            |            |
| kilôbit trên giây                   | kbit/s     | 103        | 10001      |
| mêgabit trên giây                   | Mbit/s     | 106        | 10002      |
| gigabit trên giây                   | Gbit/s     | 109        | 10003      |
| têrabit trên giây                   | Tbit/s     | 1012       | 10004      |
| Các tiền tố nhị phân (IEC 80000-13) |            |            |            |
| kibibit trên giây                   | Kibit/s    | 210        | 10241      |
| mebibit trên giây                   | Mibit/s    | 220        | 10242      |
| gibibit trên giây                   | Gibit/s    | 230        | 10243      |
| tebibit trên giây                   | Tibit/s    | 240        | 10244      |

## Megabyte trên giây
Một đơn vị đo tốc độ truyền dẫn dữ liệu khác là   megabyte trên giây (MBps hoặc MB/s), bằng:
1 megabyte/s (1MBps) = 1024 Kilobytes/s (1024 KBps) = 1024*1024 Bytes/s = 1024*1024*8 bits/s
Nhiều giao diện dữ liệu máy tính được đo bằng MB/s:
- PATA 33-133 MB/s
- SATA 150-300 MB/s
- PCI 133-533 MB/s

## Tránh nhầm lẫn
Không nên nhầm lẫn giữa một megabyte trên giây và một megabit trên giây:
Chắc hẳn các bạn thường tự hỏi vì sao mạng nhà mình là gói 10 "Mê" mà tốc độ hiển thị trên chương trình IDM chỉ 1,2-1,3 "Mê". Chỉ khác nhau giữa chữ B viết hoa và chữ b viết thường nhưng nó là 2 khái niệm hoàn toàn khác nhau và dễ khiến cho nhiều người nhầm lẫn. Các nhà mạng thường quy định tốc độ mạng là Mbps. Nhưng tốc độ Download của chương trình Internet Download Manager là MBps. Chắc các  bạn cũng biết 1Byte = 8bit, vì vậy nên 1MBps = 8Mbps Đó là lý do vì sao trên chương trình IDM chỉ hiển thị tốc độ truyền dữ liệu chỉ khoảng 1.2 MBps
| 106 bit/s | = | 1.000.000 bit/s | = | 1 Mbit/s (một megabit or một triệu bits trên giây) |
| 220 bit/s | = | 1.048.576 bit/s | = | 1 Mibit/s (một mebibit trên giây)                  |